# Conte d'avertissement
Un conte d'avertissement est aussi bien moralement .
Un conte d'avertissement est un récit issu de la tradition orale. 
Traditionnellement, il est sert de vecteur éducatif et moral et est principalement destiné aux enfants et principalement à la jeunesse et avec une fin ou le heros est punis . Il leur recommande ainsi souvent de suivre des comportements particuliers, ou au contraire, met en garde quant aux conséquences de certains de leurs actes.
Il suit fréquemment une logique en trois temps : Interdit formulé par une figure d'autorité, Transgression de l'interdit, et punition.

## Exemple de conte d'avertissement
- Hansel et Gretel
- Le petit chaperon rouge